# Marvin Plattenhardt
Marvin Plattenhardt (Filderstadt, 1992. január 26. –) német válogatott labdarúgó, jelenleg az élvonalbeli Hertha BSC hátvédje.

## Pályafutása

### Hertha BSC
2014. május 20-án három évre a Hertha BSC-be szerződött.

## Sikerei, díjai
- Németország
  - Konföderációs kupa: 2017

- Németország U17
  - U17-es labdarúgó-Európa-bajnokság: 2009

## Fordítás
Ez a szócikk részben vagy egészben  a   Marvin Plattenhardt című angol Wikipédia-szócikk ezen változatának fordításán alapul.  Az eredeti cikk szerkesztőit annak laptörténete sorolja fel. Ez a jelzés csupán a megfogalmazás eredetét és a szerzői jogokat jelzi, nem szolgál a cikkben szereplő információk forrásmegjelöléseként.